# 書簡 (新約聖書)

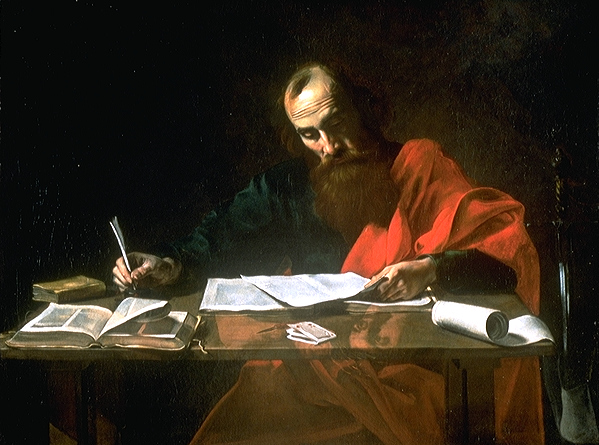
書簡を書く聖パウロ（16世紀の絵画）

書簡（しょかん、ギリシア語: Επιστολή / 複数形: Επιστολές, ラテン語: Epistula / 複数形: Epistularum, 英語: Epistle / 複数形: Epistles）、使徒書簡、または手紙（新共同訳聖書）は、キリスト教の新約聖書の後半を占める、使徒（キリストの弟子）たちが書いた手紙形式の文書をいう。また、使徒書と呼ばれる、あるいはそのカテゴリーに含まれる場合がある。
全体で21文書のうち、パウロが書いたとされる14の手紙を「パウロ書簡」、残りの7つの手紙を「公同書簡」と呼ぶ。パウロ書簡のうち、テモテへの手紙一・二、テトスへの手紙の3つの書簡を「牧会書簡」と呼ぶ分類も行われている。

## 古代エジプト・ギリシャ・ローマでの書簡
古代エジプト、ギリシャ、ローマでは、他人あるいは他のグループに宛てた書簡をもって、教義・主張を伝える習慣があった。新約聖書での書簡はその伝統に従っている。

## 書簡の形式
書簡の形式はおおむね、導入部と本文とでできている。「導入部」には簡単な挨拶があり、誰が、誰に宛てた書簡であるかを記している。また、自分の状況、相手の状況について簡単に触れている書簡もある。「本文」には、書簡の著者の主張、勧めなどを記す。

## 掲載順序
新約聖書の書簡は、次の順序で掲載されている。新共同訳聖書での名称を使う。
- ローマの信徒への手紙
- コリントの信徒への手紙一
- コリントの信徒への手紙二
- ガラテヤの信徒への手紙
- エフェソの信徒への手紙
- フィリピの信徒への手紙
- コロサイの信徒への手紙
- テサロニケの信徒への手紙一
- テサロニケの信徒への手紙二
- テモテへの手紙一
- テモテへの手紙二
- テトスへの手紙
- フィレモンへの手紙
- ヘブライ人への手紙
- ヤコブの手紙
- ペトロの手紙一
- ペトロの手紙二
- ヨハネの手紙一
- ヨハネの手紙二
- ヨハネの手紙三
- ユダの手紙

## その他の「書簡」

### 外典書簡・失われた書簡
新約聖書正典にない、外典に属する書簡も伝えられている。『コリントの信徒への手紙三』（Third Epistle to the Corinthians）などである。また、『ラオディキアの信徒への手紙』（Epistle to the Laodiceans）などは遺失して現存しない。

### 使徒教父の書簡
新約聖書正典には含まれない使徒教父の書簡も伝えられている。聖イグナティオスの『トラレスの信徒への手紙』（Letter to the Trallians）などである。

### 中世の書簡
ヨーロッパの中世には、手紙を書くことが盛んになった。沢山の神学者の手紙が伝えられている。

## 礼拝での使用

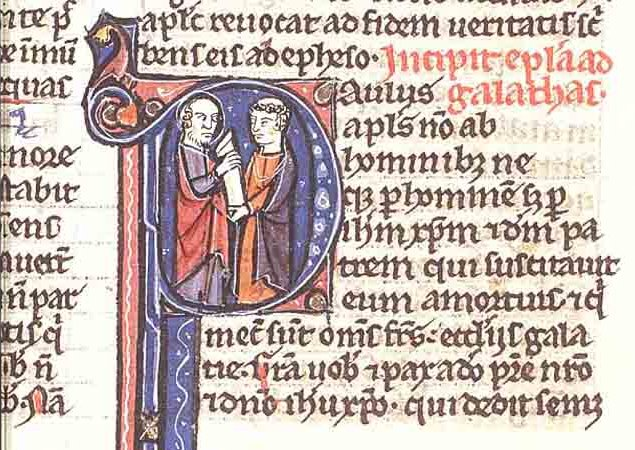
ガラテアの信徒への手紙を開ける（中世の挿絵付き聖書中の絵画）

キリスト教各派では、それぞれにより、新約聖書書簡を礼拝の中で使っている。

### 西方教会
西方教会では、カトリック教会のミサ、聖公会の聖餐式と、ルーテル教会など比較的伝統的・あるいはエキュメニカルなプロテスタントの主日および教会暦祭日の礼拝では、『改訂共通聖書日課』などの聖書日課に添った書簡箇所が、第一朗読（おもに旧約聖書）、『詩編』の答唱または交読の後、福音書朗読の前に、第二朗読として朗読されることが多い。旧約聖書や書簡の代わりに、『使徒言行録』や『ヨハネの黙示録』（広義の「使徒書」）が朗読される場合もある。最近は、福音書（司式者が朗読）以外は信徒が朗読することが多い。

### 東方教会
正教会などを含む東方教会では、英語『正教会スタディバイブル』、『教会スラヴ語訳聖書』、ロシア語『シノド聖書』などの新約聖書は西方教会で使われる聖書と内容は同じであるが、礼拝（聖金口イオアン聖体礼儀による奉神礼など）において、福音書は朗読されても、書簡（使徒経：しとけい）の朗読は行わない場合もある。